# Montilla (Còrdova)
Montilla és una localitat de la província de Còrdova, Andalusia, Espanya.

## Demografia
| 1998   | 1999   | 2000   | 2001   | 2002   | 2003   | 2004   | 2005   | 2006   | 2007   |
| ------ | ------ | ------ | ------ | ------ | ------ | ------ | ------ | ------ | ------ |
| 22.792 | 22.910 | 22.973 | 23.102 | 23.235 | 23.245 | 23.223 | 23.391 | 23.574 | 23.650 |

## Història
El 216 aC, Gneu Corneli Escipió Calb hi va derrotar els cartaginesos, però no fou conquerida pels romans comandats per Tiberi Semproni Grac als celtibers fins al 181 aC. El 45 aC, Juli Cèsar va derrotar els fills de Gneu Pompeu Magne i va posar fi a la Segona guerra civil romana.

## Administració
| Legislatura | Nom                                | Grup    |
| ----------- | ---------------------------------- | ------- |
| 1979-1983   | José Luque Naranjo / José García   | PCA-PCE |
| 1983-1987   | Prudencio Ostos Domínguez          | PSOE    |
| 1987-1991   | Prudencio Ostos Domínguez          | PSOE    |
| 1991-1995   | Prudencio Ostos Domínguez          | PSOE    |
| 1995-1999   | Antonio Carpio Quintero            | IU-LV   |
| 1999-2003   | Antonio Carpio Quintero            | IU-LV   |
| 2003-2007   | Antonio Carpio Quintero            | IU-LV   |
| 2007-2011   | Rosa Lucía Polonio Contreras       | PSOE    |
| 2011-2015   | Federico Cabello de Alba Hernández | PP      |
| 2015-2019   | Rafael Ángel Llamas Salas          | PSOE    |
| 2019-2023   | Rafael Ángel Llamas Salas          | PSOE    |

## Persones il·lustres
Sant Joan d'Àvila, religiós conegut com a "Apòstol d'Andalusia", autor místic de gran vàlua literària.